# Giovanni Nicotera

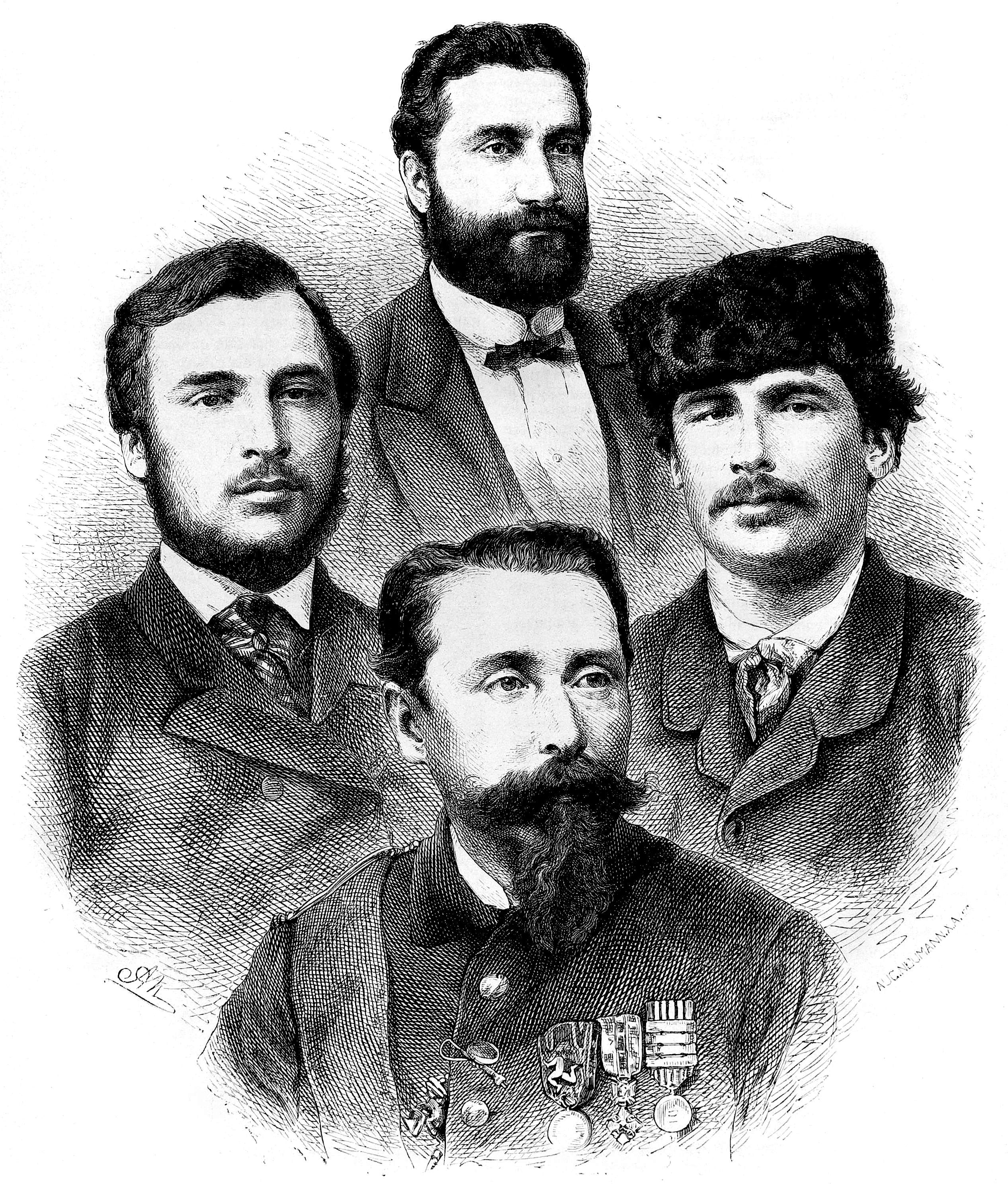
Ricciotti Garibaldi (a sinistra), Giovanni Nicotera (in alto), Menotti Garibaldi (a destra) e Giovanni Acerbi (in basso).

Giovanni Nicòtera (Sambiase, 9 settembre 1828 – Vico Equense, 13 giugno 1894) è stato un politico e patriota italiano.

## Biografia
Aderì alla Giovine Italia di Giuseppe Mazzini; combatté a Napoli il 15 maggio 1848 e quindi insieme a Garibaldi durante la Repubblica Romana nel 1849. Dopo la caduta di Roma si rifugiò in Piemonte, dove organizzò la fallita spedizione di Sapri con Carlo Pisacane nel 1857. Nicotera, gravemente ferito e arrestato, fu portato in catene a Salerno, dove venne processato e condannato a morte.
La pena fu tramutata in ergastolo. Prigioniero a Favignana, fu liberato nel 1860 per l'intervento di Garibaldi. Inviato per conto di questi in Toscana, formò un corpo di volontari per tentare di invadere lo Stato Pontificio, tuttavia esso fu costretto al disarmo e allo scioglimento da Ricasoli e Cavour.
Il gruppo di Nicotera si componeva di 2.000 volontari che avrebbero dovuto congiungersi con i 6.000 di Pianciani, che a loro volta avrebbero dovuto sbarcare nel nord del Lazio, quindi i due gruppi avrebbero dovuto congiungersi con altri circa 1.000 volontari provenienti dalla Romagna verso le Marche, formando una spedizione per un totale di circa 9.000 volontari per puntare verso sud, prendendo l'esercito borbonico in una manovra cosiddetta tenaglia. Tale piano non ebbe però pratica attuazione in quanto Cavour indirizzò la spedizione verso la Sardegna e poi verso Sud.
Nel 1862 fu al fianco di Garibaldi sull'Aspromonte e quindi, nel 1866, comandò il 6º reggimento volontari nella Terza guerra d'indipendenza contro l'Austria. L'anno seguente entrò in territorio pontificio da sud ma la sconfitta di Garibaldi a Mentana pose fine all'operazione. Fin dal 1860 aveva anche intrapreso un'attività politica, pubblicando articoli su un giornale, Il popolo d'Italia, al quale collaborava anche Aurelio Saffi; per un decennio fu su posizioni di estrema opposizione; dal 1870 iniziò tuttavia ad appoggiare le riforme militari di Ricotti-Magnani.
Massone, nel 1864 fu eletto membro del Grande Oriente d'Italia dall'Assemblea costituente di Firenze, dove nel 1867 fu membro della Loggia "Universo". Nel 1869 fu Maestro venerabile della Loggia "Rigenerazione" di Napoli e nel 1872 fu eletto membro del Consiglio dell'Ordine.
Con l'arrivo al governo della Sinistra storica, nel 1876, divenne ministro dell'interno nel primo governo Depretis, incarico che esercitò con particolare fermezza. 
Nel 1877 presentò al governo un progetto di legge per la riforma delle Opere Pie (IPAB), al termine di una lunga inchiesta che ne denunciava da un lato gravi abusi da parte degli amministratori e dall'altra alcune incongruenze con le necessità della pubblica assistenza.
Fu costretto alle dimissioni nel dicembre 1877; formò quindi la "pentarchia", con Crispi, Cairoli, Zanardelli e Baccarini, in opposizione a Depretis. Tornò al governo, sempre come ministro dell'interno, nel 1891, con il primo governo di Rudinì. Durante questo incarico reintrodusse la circoscrizione uninominale, si oppose alle agitazioni socialiste e propose invano l'adozione di severe misure repressive contro le banconote false stampate dalla Banca Romana. La sua permanenza al governo terminò con la caduta di Rudinì, nel maggio 1892.
Morì a Vico Equense il 13 giugno 1894.

## Navi
Giovanni Nicotera fu il nome di un cacciatorpediniere della Regia Marina italiana, varato nel 1926 e ritirato nel 1940.
Carmelo Calci, «Le navi della regia marina Pepe, Stocco, Nicotera e Bianchi», in Storicittà XVIII, n. 178, Dicembre 2009, pp. 620–623 e in Storicittà XIX, n. 179, Gennaio 2010, pp. 60–62.